# 阿德里安·莫爾曼
阿德里安·勒内·莫爾曼（法語：Adrien Rene Moerman，1988年8月7日—）為法國男子籃球運動員，場上位置為大前鋒，現效力於台灣職業籃球大聯盟臺北台新戰神。

## 職業生涯
2005年，莫爾曼成為職業球員。2005年至2012年期間，他先後加盟羅阿訥合唱團、JSF楠泰爾、奧爾良盧瓦雷、SLUC南錫。
2012年6月，他與西班牙篮球甲级联赛畢爾包簽下了為期三年的合約。在效力一個賽季後，他離開了畢爾包。2013年6月，莫爾曼與法國籃球甲級聯賽利摩日CSP簽訂了一份為期兩年的合約。在利摩日CSP效力期間，該球隊赢得2013-14赛季法国职业籃球甲级联赛冠军。2014-15赛季，莫尔曼被评为法国籃球甲級聯賽最有价值球员。
2015年7月，莫爾曼加盟土耳其籃球超級聯賽班維特。一個球季後他與班维特達成離隊協議。
2016年7月14日，莫爾曼與土耳其籃球超級聯賽達魯沙法卡簽訂了1+1合約。
2017年6月24日，達魯沙法卡選擇退出莫爾曼的合約。7月12日，莫爾曼加盟西班牙篮球甲级联赛巴塞罗那、
2018年7月1日，莫爾曼與土耳其籃球超級聯賽安纳托利亚艾菲斯簽訂了一份為期2年1+1合約
2021年6月18日，莫爾曼與安纳托利亚艾菲斯續約。
2022年7月22日，莫爾曼加盟法國籃球甲級聯賽摩納哥。
2023年1月26日，VTB聯賽聖彼得堡澤尼特與莫爾曼簽約至賽季結束。7月9日，聖彼得堡澤尼特與莫爾曼完成續約。2024年4月12日，聖彼得堡澤尼特終止與莫爾曼的合約。
2025年1月8日，莫爾曼與台灣職業籃球大聯盟臺北台新戰神簽約。1月22日，莫爾曼加盟臺北台新戰神。

## 國家隊生涯
莫爾曼在2004年代表法國參加歐洲U16籃球錦標賽，最終獲得金牌。2006年代表法國參加歐洲U18籃球錦標賽，最終獲得金牌。2016年莫爾曼代表法國參加2016年奧運資格賽。

## 外部連結
- 阿德里安·莫爾曼的Instagram帳戶
- 阿德里安·莫爾曼的X（前Twitter）
- 阿德里安·莫爾曼在fiba.basketball（英语）
- 阿德里安·莫爾曼在archive.fiba.com（archived）（英语）
- 阿德里安·莫爾曼在歐洲籃球聯賽（英语）
- 阿德里安·莫爾曼在VTB聯賽（英语）
- 阿德里安·莫爾曼在西班牙篮球甲级联赛（球員）（西班牙语）
- 阿德里安·莫爾曼在法國籃球甲級聯賽（法语）
- 阿德里安·莫爾曼在土耳其籃球超級聯賽（英语）
- 阿德里安·莫爾曼在台灣職業籃球大聯盟
- 阿德里安·莫爾曼在Basketball-Reference.com（國際）（英语）
- 阿德里安·莫爾曼在Eurobasket.com（球員）（英语）
- 阿德里安·莫爾曼在RealGM（英语）
- 阿德里安·莫爾曼在Proballers（英语）
- 阿德里安·莫爾曼在Flashscore（英语）